# Doline (Bośnia i Hercegowina)
Doline (cyr. Долине) – wieś w Bośni i Hercegowinie, w Republice Serbskiej, w gminie Prnjavor. W 2013 roku liczyła 167 mieszkańców.